# Jordan Barrett
Jordan Kale Barrett (Byron Bay, 2 de diciembre de 1996) es un modelo australiano. En diciembre de 2016, Models.com le selecciónó "Modelo del Año." Vogue ha llamado a Barrett el "Modelo It Masculino de la nueva Era" Barrett también recibió el premio "Hombre Con Estilo" en los Premios GQ.

## Carrera de modelo
Barrett fue descubierto cuando tenía 18 años por un descubridor de modelos de IMG Australia. En septiembre de 2015, Barrett protagonizó un número de la revista VMAN y de la revista Arena Homme+ SS, fotografiado por Stephen Klein.
Barrett ha aparecido en campañas para Tom Ford, Balmain, Versace, Moschino y Coach. Barrett ha adornado las portadas de Vogue Man Países Bajos, el libro CR de Carine Roitfeld, The London Times, la revista Wonderland, la revista 10, Numéro Homme y Hercules. Collier Schorr en colaboración con Barrett creó el libro "I BLAME JORDAN" para Moma PS1 Nueva York. Jordan es el modelo masculino del anuncio de la fragancia 1 Million.